# Godziemba
Godziemba (auch Godziąba, Godzięba) ist eine polnische Wappengemeinschaft des polnisch-litauischen Adels.
Das Landgut befand sich bei Posen und umfasste dabei die Kleinstädte Szamotuły, Gostyń und Buk. Darüber hinaus gehörten ihnen vermutlich die Gebiete um Inowrocław und Łomża.
Im Rahmen der Union von Horodło 1413 wurde das Wappen Godziemba auch auf Adlige aus dem Großfürstentum Litauen ausgedehnt. An diesem Tag wurde der Familie der Grafentitel bestätigt und das Land um Posen (Buk und Szamotuły) vom polnischen König Władysław II. Jagiełło übergeben.

Das Wappen der Wappengemeinschaft Godziemba

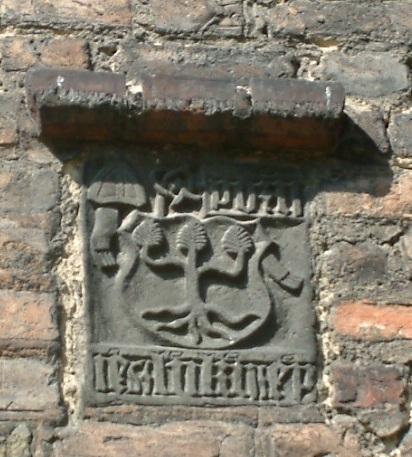
Jan Lubrańskis Godziemba-Wappen

## Entstehungslegende
Als Sieciech, der Wojowód von Krakau, 1094 in Mähren einfiel, hörte er, dass die Mährer nicht weit entfernt übernachteten. Bei einem Überraschungsangriff fiel seine Vorhut, zu der auch Godziemba gehörte, jedoch in einen Hinterhalt. Dieser ritt, nachdem er entwaffnet wurde, in einen nahen Wald, wo ihn seine Verfolger einholten. Godziemba sprang vom Pferd und riss eine junge Fichte aus. Er focht mit ihr wie mit einer Lanze, und es gelang ihm, die Gegner zu entwaffnen und gefangen zu nehmen.
Zur Erinnerung an diese Tat wurde Godziemba vom polnischen König Władysław Herman geadelt. Sein Wappen wurde nach ihm benannt.
Zudem bekam seine Familie vermutlich die Ländereien Gostyn, Lomza und Inowrocław.
Eine weitere Legende:
Am 15. Juli 1410 fand im heutigen Nordosten Polens die Schlacht bei Tannenberg (poln. Bitwa pod Grunwaldem) statt.
In dieser traten sich der Großmeister des Kreuzritterordens (Ulrich von Jungingen) und der polnische König (Władysław II. Jagiełło) mit ihren Heeren gegenüber.
Als dieser mit seiner schweren Kavallerie zum Angriff überging, versuchten die Kreuzritter ihn zu umzingeln und somit die Schlacht doch noch zu gewinnen.
Als dies der Nachfahre Godziembas sah, riss er ebenfalls eine Fichte aus, legte sie wie eine Lanze an und ritt dem König zur Hilfe.
Zum Dank für seine Unterstützung wurde er noch am gleichen Tag vom König mit den Ländereien um Buk und Szamotuly (die wie Gostyn bis zum Beginn des Sozialismus Polens in ihrem Besitz blieben) belohnt.

## Wappen
Als Erinnerung an diese Taten wird im Wappenschild ein Baum dargestellt. Die Heraldikgrundfarbe Rot symbolisiert die Verbundenheit mit dem polnischen Königreich (man gebrauchte das Wappen der Piasten als Vorbild).
Die Krone auf dem Helm zeigt die Stellung der Familie, während der Ritter in der weißen Rüstung mit der Fichte in seiner Rechten wiederum an die Schlacht erinnern soll.

## Familien
Aberwoj, Bartl, Bosakowski, Bouman, Butowcowisz, Butowisz, Buttmanowisz, Cesarz, Chodorowski, Cymdalski, Czekanowski, Czwalina, Czyz, Dabrowski, Dambski, Danielowisz, Falkowski, Gieduszynski, Gierowski, Glowinski, Godziemba, Golaszewski, Gorszkowski, Ihnatowisz, Inszkiewisz, Jamiolkowski, Josz, Jukowski, Kaplisza, Kobylecki, Korzenianski, Kowalewski, Kowalkowski, Kreptowisz, Kretowisz, Krylinski, Kucharski, Laskary, Lubczynski, Lubianski, Lubranski, Maleszewski, Maliszewski, Mintowt, Nizyński (heute Niziński), Oborski, Paniewski, Parkosz, Paszewski, Pawlowski, Pucek, Puniewski, Radecki, Rusinowisz, Rusinowski, Sacza, Sierawski, Skrzeczynski, Stawoszewski, Snopowski, Sosnkowski, Sosnowski, Starszynski, Stominski, Sterpinski, Strekowski, Strałkowski, Swiecicki, Swiecimski, Sztembarth, Waglteszynski, Wardaski zw. Cesarz, Wardenski, Wardeski, Wardeski Cesarz, Wardeski zwany Cesarz, Wardynski, Wasowski, Wasuczynski, Weglinski, Wieniecki, Wilam, Wojaczinski, Wolski, Wuszynski, Wysocki, Zaleski, Zeromski, Zorawicki, Zurawski.
Insgesamt sind es 87 Familien, die das Godziembawappen als Familienwappen führen.

## Prominente
- Jan Lubrański (1456–1520) war ein polnischer Bischof, Politiker und Diplomat.
- Sylwester Nizinsky (1859–1927) war ein polnischer Graf, Arzt, und zu Zeiten der Wiederauferstehung Polens auch Polnischlehrer.
- Stanisław Niziński (1848–1932) war ein polnischer Domaufseher und Bischof. Er bekam den Orden Virtuti Militari verliehen und war Ehrenbürger der Stadt Buk.
- Kazimierz Sosnkowski (1885–1969) war ein polnischer Unabhängigkeitskämpfer, Truppenkommandeur und Politiker.
- Kazimierz Nizinski (1911–1980) war ein polnischer Anwalt für internationale Firmenstreitigkeiten und zeitweise Minister für die polnische Filmindustrie. Als die Sowjets Polen zum sowjetischen Satellitenstaat machten, verlor er den Grafentitel und seine Grafschaft.
- Andrzej Sylwester Romuald Franciszek Nizinski (1939) war oberster Veterinärarzt der Firma Bayer in ganz Polen und später Eigentümer der Firma Baypol.